# 2015年の欧州連合
2015年の欧州連合 （2015ねんのおうしゅうれんごう）では、2015年（平成27年）の欧州連合（EU）に関する出来事について記述する。

## できごと

### 1月
- 1月1日
  - 2015年中の一年間、欧州文化首都はベルギーのモンスとチェコのプルゼニに。
  - ラトビア、欧州連合理事会議長国に就任。任期は、2015年6月30日まで[1]。
  - リトアニア、リタスを廃止し、欧州単一通貨ユーロを導入。ユーロ圏は19か国に拡大。

### 6月
- 6月7日-8日 - ドイツバイエルン州エルマウ城で第41回先進国首脳会議。クリミア危機の影響で前回に引き続きロシアを除くG7の枠組みで開催。欧州連合からはジャン＝クロード・ユンケル欧州委員会委員長とドナルド・トゥスク欧州理事会議長が出席。

### 7月
- 7月1日 - ルクセンブルク、欧州連合理事会議長国に就任。任期は、2015年12月31日まで[2]。